# Островонси (Нижньосілезьке воєводство)
Островонси (пол. Ostrowąsy, нім. Nieder-Wiesenthal) — село в Польщі, у гміні Мілич Мілицького повіту Нижньосілезького воєводства.
Населення — 213 осіб (2011).
У 1975-1998 роках село належало до Вроцлавського воєводства.

## Демографія
Демографічна структура станом на 31 березня 2011 року:
|          | Загалом | Допрацездатний вік | Працездатний вік | Постпрацездатний вік |
| -------- | ------- | ------------------ | ---------------- | -------------------- |
| Чоловіки | 107     | 25                 | 73               | 9                    |
| Жінки    | 106     | 22                 | 65               | 19                   |
| Разом    | 213     | 47                 | 138              | 28                   |